# Casal de Munín
Casal de Munín es un lugar español situado en la parroquia de Boimorto, del municipio de Boimorto, en la provincia de La Coruña, Galicia.

## Demografía
| Gráfica de evolución demográfica de Casal de Munín entre 2000 y 2018 |
|                                                                      |
| Datos según el nomenclátor publicado por el INE.                     |